# أصدقاء (الموسم 5)
عُرِض الموسم الخامس من مسلسل فريندز وهو مسلسل كوميديا الموقف أمريكي من تأليف كل من ديفيد كرين ومارتا كوفمان على قناة إن بي سي في 24 سبتمبر 1998. ٱنتج المسلسل بواسطة شركة برايت/كوفمان/كرين برودكشنز بالاشتراك مع تلفزيون وارنر برذرز. يحتوي الموسم على 24 حلقة واختتم بثه في 20 مايو 1999.

## لمحة عامة
يتزوج روس وإميلي، لكن إميلي الغاضبة والمذَّلة تهرب من حفل الاستقبال. سرعان ما اعترفت رايتشل بحبها لروس، لكنها أدركت مدى سخافة ذلك ونصحته بالعمل على زواجه من إميلي. تقع رايتشل في إعجاب جارها داني ويتواعدان لفترة وجيزة، إلى أن أدركت أنه قريب جدًا من أخته. يحاول مونيكا وتشاندلر الحفاظ على سرية علاقتهما الجديدة بعيدًا عن أصدقائهما. تلد فيبي ثلاثة توائم في الحلقة المائة من العرض. أنجبت طفلاً سموه فرانك جونيور جونيور وفتاتين سموهما ليزلي وتشاندلر (كان من المفترض أن يكون الأخير صبيًا، ولكن كُشِف لاحقًا على أنها بنت). توافق إميلي على المصالحة مع روس والانتقال إلى نيويورك بعد أسابيع من محاولته الإتصال بها إذا قطع جميع الاتصالات مع رايتشل. يوافق روس على ذلك لكنه يحضر لاحقًا مأدبة عشاء مع جميع أصدقائه بمن فيهم رايتشل. تتصل إميلي بروس وتكتشف أن رايتشل موجودة هناك معه، وتدرك أنها لا تثق به وتنهي زواجهما. يُنَفِس روس عن غضبه في مكان عمله، مما أدى إلى طرده من العمل إلى أجل غير مسمى من المتحف، وينتقل للعيش مع تشاندلر وجوي حتى حصل في النهاية على شقة جديدة تطل على الشارع منهم. تحصل رايتشل على وظيفة جديدة في رالف لورين. تبدأ فيبي علاقة مع ضابط الشرطة غاري (مايكل رابابورت) بعد العثور على شارته واستخدامها كشارتها. يعْلن مونيكا وتشاندلر عن علاقتهما، مما يفاجئ ويسعد أصدقائهما. وقررا الزواج في رحلة إلى لاس فيغاس لكنهما عدلا عن ذلك بعد أن شاهدا روس ورايتشل وهما في حالة سكر يتعثران خارج كنيسة الزفاف.

## الاستقبال
صنف موقع «كولايدر» الموسم في المرتبة الثانية على ترتيب أفضل مواسم مسلسل فريندز العشرة. كانت حلقة «الواحدة أين يكتشف الجميع الأمر» الحلقة المتميزة في الموسم وفقًا لهم.